# وزنه‌برداری در المپیک تابستانی ۲۰۲۰ – ۱۰۹+ کیلوگرم مردان
۱۰۹+ کیلوگرم مردان یکی از رویدادهای وزنه‌برداری در المپیک تابستانی ۲۰۲۰ است که در تاریخ ۴ اوت ۲۰۲۱ در توکیو اینترنشنال فورم برگزار می‌شود.
فرناندو ریس از برزیل واجد شرایط شرکت در این رویداد بود اما پس از مثبت شدن تست هورمون رشد او محروم شد. وی کمتر از یک هفته قبل از مراسم افتتاحیه المپیک تابستانی ۲۰۲۰ با دیوید لیتوینوف از اسرائیل جایگزین شد.

## رکوردها
| رکورد جهان   | یک‌ضرب | لاشا تالاخادزه (GEO) | ۲۲۲ ک‌گ | ۱۱ آوریل ۲۰۲۱   | مسکو، روسیه    |
| رکورد جهان   | دوضرب | لاشا تالاخادزه (GEO) | ۲۶۴ ک‌گ | ۲۷ سپتامبر ۲۰۱۹ | پاتایا، تایلند |
| رکورد جهان   | مجموع | لاشا تالاخادزه (GEO) | ۴۸۵ ک‌گ | ۱۱ آوریل ۲۰۲۱   | مسکو، روسیه    |
| رکورد المپیک | یک‌ضرب | استاندارد المپیک     | ۲۰۴ ک‌گ | ۱ نوامبر ۲۰۱۸   | —              |
| رکورد المپیک | دوضرب | استاندارد المپیک     | ۲۵۰ ک‌گ | ۱ نوامبر ۲۰۱۸   | —              |
| رکورد المپیک | مجموع | استاندارد المپیک     | ۴۴۹ ک‌گ | ۱ نوامبر ۲۰۱۸   | —              |

| وزنه‌برداری در بازی‌های المپیک تابستانی ۲۰۲۰ | وزنه‌برداری در بازی‌های المپیک تابستانی ۲۰۲۰ | وزنه‌برداری در بازی‌های المپیک تابستانی ۲۰۲۰ | وزنه‌برداری در بازی‌های المپیک تابستانی ۲۰۲۰ | وزنه‌برداری در بازی‌های المپیک تابستانی ۲۰۲۰ | وزنه‌برداری در بازی‌های المپیک تابستانی ۲۰۲۰ |
| ------------------------------------------ | ------------------------------------------ | ------------------------------------------ | ------------------------------------------ | ------------------------------------------ | ------------------------------------------ |
| مردان                                      | مردان                                      | مردان                                      | زنان                                       | زنان                                       | زنان                                       |
|                                            | ۶۱ ک‌گ                                      |                                            |                                            | ۴۹ ک‌گ                                      |                                            |
|                                            | ۶۷ ک‌گ                                      |                                            |                                            | ۵۵ ک‌گ                                      |                                            |
|                                            | ۷۳ ک‌گ                                      |                                            |                                            | ۵۹ ک‌گ                                      |                                            |
|                                            | ۸۱ ک‌گ                                      |                                            |                                            | ۶۴ ک‌گ                                      |                                            |
|                                            | ۹۶ ک‌گ                                      |                                            |                                            | ۷۶ ک‌گ                                      |                                            |
|                                            | ۱۰۹ ک‌گ                                     |                                            |                                            | ۸۷ ک‌گ                                      |                                            |
|                                            | +۱۰۹ ک‌گ                                    |                                            |                                            | +۸۷ ک‌گ                                     |                                            |

## نتایج
| رتبه | ورزشکار            | کشور                | گروه | وزن بدن   | یک‌ضرب     | یک‌ضرب     | یک‌ضرب     | یک‌ضرب     | دوضرب     | دوضرب     | دوضرب     | دوضرب     | مجموع     |
| رتبه | ورزشکار            | کشور                | گروه | وزن بدن   | ۱         | ۲         | ۳         | نتیجه     | ۱         | ۲         | ۳         | نتیجه     | مجموع     |
| ---- | ------------------ | ------------------- | ---- | --------- | --------- | --------- | --------- | --------- | --------- | --------- | --------- | --------- | --------- |
| 1    | لاشا تالاخادزه     | گرجستان             | A    | ۱۷۷.۰۰    | ۲۰۸       | ۲۱۵       | ۲۲۳       | ۲۲۳ WR    | ۲۴۵       | ۲۵۵       | ۲۶۵       | ۲۶۵ WR    | ۴۸۸ WR    |
| 2    | علی داوودی         | ایران               | A    | ۱۶۸.۲۵    | ۱۹۱       | ۱۹۶       | ۲۰۰       | ۲۰۰       | ۲۳۴       | ۲۴۰       | ۲۴۱       | ۲۴۱       | ۴۴۱       |
| 3    | معن اسعد           | سوریه               | A    | ۱۴۷.۵۵    | ۱۸۵       | ۱۹۰       | ۱۹۷       | ۱۹۰       | ۲۲۸       | ۲۳۴       | ۲۴۲       | ۲۳۴       | ۴۲۴       |
| ۴    | هوجامهمت تویچیف    | ترکمنستان           | A    | ۱۴۱.۸۵    | ۱۸۴       | ۱۸۸       | ۱۹۰       | ۱۸۴       | ۲۳۰       | ۲۳۵       | ۲۴۱       | ۲۳۰       | ۴۱۴       |
| ۵    | دیوید لیتی         | نیوزیلند            | A    | ۱۷۶.۵۵    | ۱۷۳       | ۱۷۸       | ۱۸۳       | ۱۷۸       | ۲۲۹       | ۲۳۶       | ۲۴۱       | ۲۳۶       | ۴۱۴       |
| ۶    | انزو کوورج         | هلند                | A    | ۱۶۱.۱۰    | ۱۷۵       | ۱۸۰       | ۱۸۰       | ۱۷۵       | ۲۲۵       | ۲۳۳       | ۲۳۴       | ۲۳۴       | ۴۰۹       |
| ۷    | پیتر ناگی          | مجارستان            | B    | ۱۶۰.۳۰    | ۱۶۵       | ۱۷۳       | ۱۷۸       | ۱۷۸       | ۲۰۶       | ۲۱۴       | ۲۱۸       | ۲۱۸       | ۳۹۶       |
| ۸    | مارکوس رویز ولاسکو | اسپانیا             | B    | ۱۰۹.۹۰    | ۱۷۵       | ۱۸۰       | ۱۸۵       | ۱۸۰       | ۲۱۰       | ۲۱۵       | ۲۱۵       | ۲۱۵       | ۳۹۵       |
| ۹    | کین ویلکس          | ایالات متحده آمریکا | B    | ۱۵۱.۱۵    | ۱۷۳       | ۱۷۸       | ۱۸۰       | ۱۷۳       | ۲۱۲       | ۲۱۷       | ۲۲۴       | ۲۱۷       | ۳۹۰       |
| ۱۰   | سارگیس مارتیروسیان | اتریش               | B    | ۱۱۴.۳۵    | ۱۷۵       | ۱۸۰       | ۱۸۰       | ۱۸۰       | ۱۹۰       | ۲۰۱       | ۲۰۵       | ۲۰۱       | ۳۸۱       |
| ۱۱   | دیوید لیتوینوف     | اسرائیل             | B    | ۱۲۸.۳۰    | ۱۷۶       | ۱۸۱       | ۱۸۱       | ۱۷۶       | ۲۰۵       | ۲۱۰       | ۲۱۰       | ۲۰۵       | ۳۸۱       |
| ۱۲   | شیه یون-تینگ       | چین تایپه           | B    | ۱۲۶.۰۵    | ۱۶۵       | ۱۷۲       | ۱۷۹       | ۱۷۲       | ۲۰۶       | ۲۰۶       | ۲۱۴       | ۲۰۶       | ۳۷۸       |
| —    | جیری اورساگ        | جمهوری چک           | A    | ۱۴۰.۹۰    | ۱۷۵       | ۱۸۰       | ۱۸۴       | ۱۸۰       | ۲۳۲       | ۲۳۵       | ۲۳۵       | —         | —         |
| —    | ولید بیدانی        | الجزایر             | A    | شرکت نکرد | شرکت نکرد | شرکت نکرد | شرکت نکرد | شرکت نکرد | شرکت نکرد | شرکت نکرد | شرکت نکرد | شرکت نکرد | شرکت نکرد |